# Hochschule für Musik und Darstellende Kunst Stuttgart
Die Staatliche Hochschule für Musik und Darstellende Kunst Stuttgart (HMDK) ist eine staatliche Musikhochschule und Schauspielschule mit Sitz in Stuttgart. Sie zählt mit der Gründung 1857 zu den ältesten Musikhochschulen Deutschlands.

## Geschichte

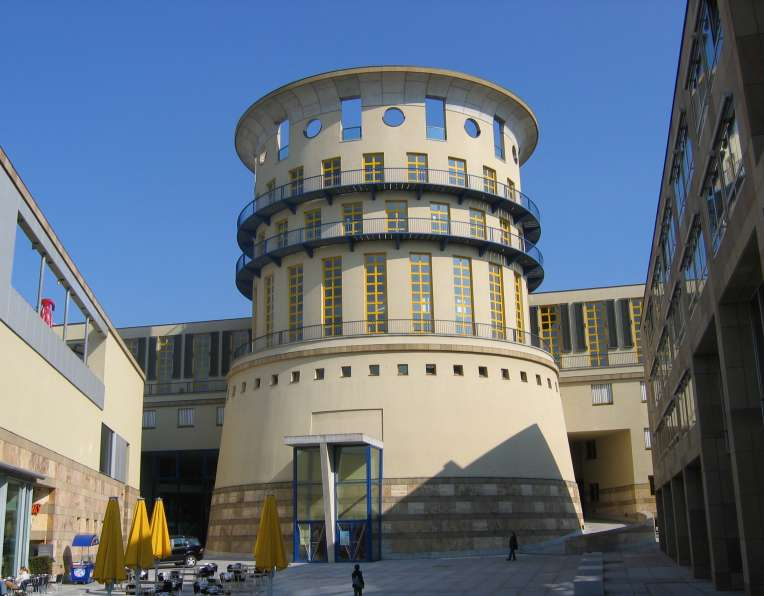
Hauptgebäude nach dem Entwurf von James Stirling

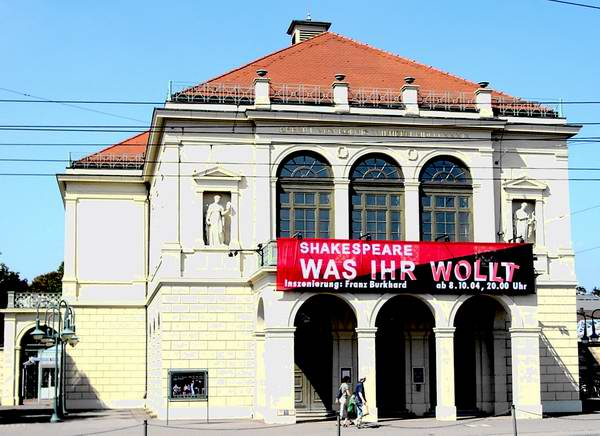
Wilhelma-Theater

Die Institution wurde 1857 als „Stuttgarter Musikschule“ von Sigmund Lebert, Immanuel Faißt, Wilhelm Speidel und Ludwig Stark gegründet, aber schon 1865 in „Konservatorium für Musik“ umbenannt. Ab 1869 hieß sie „Königliches Konservatorium für Musik“ und ab 1921 – nach Einführung der Republik – „Württembergische Hochschule für Musik“.
Im 19. Jahrhundert bildete sich in Stuttgart eine eigene Pianistenschule auf der Grundlage eines damals viel benutzen Lehrbuchs Stuttgarter Konservatoriumslehrer heraus (Lebert/Stark: Große praktisch-theoretische Klavierschule). In den ersten Jahrzehnten des 20. Jahrhunderts waren gleich zwei namhafte Pianisten Direktoren dieser Institution, nämlich Max Pauer (1907–1924) sowie Wilhelm Kempff (1924–1929). 1938, unter dem Direktorat des Geigers Carl Wendling (1929–1940), wurde die Hochschule verstaatlicht und damit auch finanziell auf eine dauerhaft sichere Basis gestellt.
Während des Zweiten Weltkriegs wurde das Gebäude der „Staatlichen Hochschule für Musik“ schwer beschädigt und der Schulbetrieb ein Jahr lang nach Trossingen ausgelagert, wo sie mit der Unterstützung der Firma Hohner bis 1946 unterkam. Nach Jahren der provisorischen Unterbringung konnte 1955 endlich ein angemessener Neubau am Urbanplatz 2 bezogen werden. Im Rahmen der Bebauung der sogenannten „Kulturmeile“ wurde in den 1980er Jahren im Zusammenhang mit dem Erweiterungsbau der Staatsgalerie ein weiterer Neubau für die Musikhochschule geplant. So entstand nach den Entwürfen der britischen Architekten James Stirling und Michael Wilford ein postmodernes Bauensemble von internationalem Rang, das im Jahr 2002 durch die Fertigstellung des zweiten und mehrfach mit Architekturpreisen bedachten Bauabschnitts der Musikhochschule seinen Abschluss und seine architektonische Abrundung fand.
1942 wurde eine eigene Schauspielschule gegründet. Es war deshalb nur folgerichtig, dass die Hochschule ab 1963 den heutigen Namen „Staatliche Hochschule für Musik und Darstellende Kunst“ erhielt. Zu dem darstellenden Bereich gehören neben der Schauspielschule auch eine traditionsreiche Opernschule, eine weit über die Grenzen des Landes hinaus anerkannte Sprechkunst sowie das 1983 gegründete und in den alten Bundesländern einmalige Figurentheater. Durch die Überlassung des aufwendig restaurierten Wilhelma Theaters (erbaut 1837–1840) verfügt die Hochschule zudem seit 1987 über ein eigenes Lehr- und Lerntheater.
Der traditionell sehr starke Bereich der Kirchenmusik wurde unter dem Direktor Hermann Keller (1946–1952) weiter ausgebaut; mit insgesamt elf Orgeln zählt die Hochschule heute zu den für die Kirchenmusik und das konzertante Orgelspiel am besten ausgestatteten Musikhochschulen in Deutschland. Die eher an der klassischen Musik orientierte Hochschule zögerte aber nicht, sich in den 1960er und 70er Jahren auch dem Jazz zu öffnen. Erwin Lehn, der langjährige Leiter der SDR Big Band, gründete auch an der Hochschule eine eigene Big Band, die sich zunächst nur aus Studierenden der klassischen Fächer zusammensetzte. Erst 1986 kam es mit Bernd Konrad zur Gründung eines Studiengangs Jazz und Popularmusik.

## Struktur und Ausstattung
2003 erhielt die Hochschule das Promotions- und Habilitationsrecht in den Fächern Musikwissenschaft und Musikpädagogik. Seit 2005 ist sie in vier Fakultäten und elf Instituten gegliedert. Die Umstellung auf die Bachelor-Master-Struktur erfolgte 2008.
Für kommerzielle Aufgaben wie die Künstlervermittlung, die Abwicklung der Weiterbildungsangebote und des Ticketsverkaufs steht seit 2006 eine eigene GmbH als Tochterunternehmen zur Verfügung. Ein 2010 gegründeter Career Service unterstützt die Studierenden und Absolventen beim Übergang vom Studium in den Beruf.
Des Weiteren bietet bereits seit 1989 ein Elektronisches Studio die Möglichkeit, auch experimentelle Musik außerhalb traditioneller Musikinstrumente zu erarbeiten und pädagogisch-didaktisch zu vermitteln. Für hochschuleigene Produktionen und auch für Studierende steht ein Tonstudio zur Verfügung.
Die Bibliothek enthält fast 130.000 Medien (Bücher, Noten und Tonträger) und steht auch externen Nutzern offen. Das Entleihen ist Hochschulangehörigen vorbehalten.
Die Musikhochschule verfügt über drei Konzertsäle: der Konzertsaal im Turm (500 Plätze), der Kammermusiksaal (180 Plätze) und der Orchesterprobenraum (99 Plätze). Mit etwa 450 Veranstaltungen jährlich und ungefähr 85.000 Besuchern ist sie ein wichtiger Kulturanbieter in der Region. Weitere rund 100 Konzert- und Theaterveranstaltungen werden im Wilhelma Theater gezeigt.
Jährlich bewerben sich ca. 2.800 Interessierte um etwa 100 freie Studienplätze.

### Fakultäten und Institute
Die Hochschule ist in vier Fakultäten mit je zwei oder drei Instituten gegliedert.
- Fakultät I mit dem Institut für Komposition, Musiktheorie und Hörerziehung und dem Institut für Musikwissenschaft, Musikpädagogik und Ästhetik
- Fakultät II mit dem Institut für Blasinstrumente und Schlagzeug, dem Institut für Streich- und Zupfinstrumente und dem Institut für Jazz & Pop
- Fakultät III mit dem Institut für Klavier, dem Institut für Orgel und historische Tasteninstrumente und dem Institut für Dirigieren, Chor und Orchester
- Fakultät IV mit dem Institut für Gesang, dem Institut für Sprechkunst und Kommunikationspädagogik und dem Institut für Darstellende Kunst (Schauspielschule, Opernschule, Figurentheater, Performance)

## Studium

### Grundständige Studiengänge (1. Zyklus)
- Schulmusik (Lehramt an Gymnasien)

Bachelorstudiengänge
Der Studiengang Bachelor ist ein 8 Semester umfassendes grundständiges Studium, unterteilt im Grundstudium (Semester 1–4) und Hauptstudium (Semester 5–8). Im Bereich Musik können sämtliche Instrumentalfächer (außer Akkordeon), Gesang, Orchesterdirigieren, Chordirigieren, Komposition, Musiktheorie, Elementare Musikpädagogik, Jazz und Pop studiert werden. Die Musikhochschule ist bundesweit die einzige, die das Fach Figurentheater anbietet (allerdings nur als Bachelor). Das Studienangebot umfasst insgesamt 17 Studienfächer (einschließlich Kirchenmusik B) im Bereich Musik und drei Studienfächer im Bereich der Darstellenden Künste.
- Musik
- Sprecherziehung und Sprechkunst
- Figurentheater
- Schauspiel
- Kirchenmusik B

### Postgraduelle Studiengänge (2. Zyklus)
Masterstudiengänge
Der Masterstudiengang umfasst vier Semester. Allein im Bereich Musik werden 25 Studienfächer angeboten. Zu den besonderen Studienangeboten in diesem Bereich zählen Jazz, Oper (Opernschule), Komposition für Computermusik und Orgelimprovisation.
- Musik
- Mediensprechen
- Sprechkunst
- Rhetorik
- Kirchenmusik A (Master)
- Theorie und Praxis experimenteller Performance

### Postgraduelle Studiengänge (3. Zyklus)
- Konzert-/Bühnenexamen
- Promotion Dr. phil. in den Fächern Musikwissenschaft, Musikpädagogik und Philosophie

### Kooperationen
Eine Erweiterung des Studiums über die Kooperationsprogramme der Musikhochschule ist möglich. In erster Linie zählen hierzu die RSO Orchesterakademie (eine Kooperation mit dem Radiosinfonieorchester Stuttgart des SWR), das Opernstudio (eine Kooperation mit der Staatsoper Stuttgart) und das Schauspielstudio (eine Kooperation mit dem Schauspiel vierer Staats- und Landestheater aus Baden-Württemberg). Die Kooperationen dienen in erster Linie dazu, den Studierenden die Nahe zur Praxis zu ermöglichen und sie auf die Phase der Bewerbung um den künftigen Arbeitsplatz vorzubereiten.

## Persönlichkeiten

### Direktoren/Rektoren
- 1857–1859: Sigmund Lebert und Immanuel Faißt
- 1859–1894 Immanuel Faißt
- 1900–1907: Samuel de Lange
- 1907–1924: Max von Pauer
- 1924–1929: Wilhelm Kempff
- 1929–1940: Carl Wendling
- 1940–1942: Hugo Holle
- 1942–1945: Hermann Erpf
- 1945–1952: Hermann Keller
- 1952–1956 Hermann Erpf (erneut)
- 1956–1966: Hermann Reutter
- 1966–1973 Arno Erfurth
- 1973–1982: Wolfgang Gönnenwein
- 1982–1986: Martin Gümbel
- 1987–1990 Konrad Richter
- 1990–1997: Rolf Hempel
- 1997–2002 Rainer Wehinger
- 2002–2012: Werner Heinrichs
- 2012–2022: Regula Rapp
- seit 2023: Axel Köhler

### Lehrkräfte und Absolventen
→ Siehe: Liste bekannter Persönlichkeiten der Hochschule für Musik und Darstellende Kunst Stuttgart